# Jean-Marie Leblanc
Jean-Marie Leblanc né le 28 juillet 1944 à Nueil-les-Aubiers (Deux-Sèvres), est un ancien directeur du Tour de France de 1989 à 2006. Cycliste professionnel de 1967 à 1971, il a ensuite été journaliste de La Voix des Sports puis du quotidien sportif L'Équipe jusqu'en 1988.

## Biographie

### Jeunesse
Jean-Marie Leblanc naît le 28 juillet 1944 dans le hameau de La Vallière à Nueil-sous-les-Aubiers (commune appelée maintenant Nueil-les-Aubiers) dans les Deux-Sèvres. Au mois de novembre de cette année, sa famille s'installe à Fontaine-au-Bois, dans le Nord. Son père est herbager et négociant en bestiaux. Durant son enfance, il pratique le football, sport pour lequel il se reconnaît une faible technique. Il est scolarisé au lycée Dupleix de Landrecies, auquel il se rend à vélo. Lorsqu'il obtient son baccalauréat, son père lui offre un vélo de course de marque Louison Bobet, comme cela lui avait été promis. Tandis qu'il commence des études en sciences économiques, il prend sa première licence à 18 ans au vélo club de Landrecies, qu'a dirigé son père. Il est champion de France universitaire en 1964. Son ambition de devenir coureur professionnel progresse au fil des courses remportées. Il contacte ainsi un jour le directeur de l'équipe Mercier du populaire Raymond Poulidor, Antonin Magne. C'est finalement en 1966 que ses bons résultats lui valent d'être convoqué par Maurice De Muer, directeur de l'équipe Pelforth-Sauvage-Lejeune, pour y devenir professionnel l'année suivante.

### Carrière cycliste
Dans l'équipe Pelforth-Sauvage-Lejeune, Jean-Marie Leblanc évolue notamment aux côtés de Jan Janssen. En 1968, il dispute son premier Tour de France, dernière édition disputée par des équipes nationales. Il est membre de l'équipe de France B, dite des « Bleuets », dirigée par Lucien Aimar, vainqueur deux ans plus tôt. Il termine à la 56e place du classement général. La fin de l'année voit la disparition de l'équipe Pelforth-Sauvage-Lejeune. Maurice De Muer et plusieurs de ses coureurs, dont Jean-Marie Leblanc et Jan Janssen, rejoignent l'équipe Bic de Raphaël Géminiani. Jacques Anquetil y dispute sa dernière saison. En 1970, l'équipe Bic recrute un nouveau chef de file : l'Espagnol Luis Ocaña. En 1971, il effectue sa dernière saison. Il gagne une étape du Tour du Portugal et le Circuit du port de Dunkerque. Il termine sa carrière lors de la dernière étape du Tour de la Nouvelle-France, au Québec, le 25 septembre 1971, à l'âge de 27 ans.

### Journalisme
Jean-Marie Leblanc a une première expérience du journalisme en 1967. Sans salaire entre deux saisons cyclistes, entre octobre et février, il intègre la rédaction des sports de La Voix du Nord, par l'intermédiaire de Philippe Crépel, cycliste nordiste membre comme lui de l'équipe Pelforth-Sauvage-Lejeune. Il devient journaliste à La Voix des Sports le 1er octobre 1971, une semaine après la fin de sa carrière de coureur. Outre le cyclisme, il couvre le hippisme et la boxe. Il passa le brevet d'éducateur de boxe « pour gagner en expertise ». En 1974, il suit pour la première fois le Tour de France.
En 1977, il devient chef de la rubrique cycliste du journal sportif L'Équipe, organisateur du Tour de France. Il est ensuite rédacteur en chef de Vélo Magazine, propriété de L'Équipe. À partir du Tour 1982, il est la voix de Radio-Tour, outil de communication interne aux courses.

### Directeur du Tour de France
En octobre 1988, Jean-Pierre Courcol, directeur de L'Équipe depuis 1984, propose à Jean-Marie Leblanc de devenir directeur des compétitions, aux côtés du nouveau directeur général Jean-Pierre Carenso, issu de la publicité. Celui-ci est évincé en 1993. Leblanc devient directeur général du Tour en 1994. En 1992, Amaury Sport Organisation est créée et contrôle désormais tous les évènements organisés par Amaury. La Société du Tour de France en devient une filiale.
Jean-Marie Leblanc arrive dans une période de mutation pour le sport, le cyclisme et le Tour de France. Les années 1980 voient le développement de la télévision. Le Tour de France devient une « gigantesque machine économique ». Son suivi médiatique, ses recettes, son budget croissent, et sa place dans le cyclisme devient hégémonique. Ces évolutions sont pour partie liées à une stratégie des organisateurs du Tour. En 1988, Jean-François Naquet-Radiguet a brièvement remplacé Félix Lévitan, avec l'objectif de « moderniser » le Tour. Il signe des contrats avec de nouveaux diffuseurs et insuffle une nouvelle stratégie commerciale, poursuivie par Jean-Marie Leblanc. Il s'agit de débarrasser le Tour de son image de « foire commerciale » et de s'appuyer sur un nombre restreint de sponsors plus importants, formant un « club des partenaires ». Ces politiques permettent au Tour de tripler son budget entre 1988 et 2003, grâce à une forte augmentation des droits télévisés et des recettes publicitaires.
La direction de Jean-Marie Leblanc est caractérisée par son empathie à l'égard des coureurs. Il restera touché par la mort du coureur italien Fabio Casartelli, tombé dans la descente du col de Portet-d'Aspet en 1995. L'époque est surtout marquée par l'affaire Festina, en 1998, qui constitue un tournant dans l'histoire du Tour. L'arrestation de Willy Voet, soigneur de l'équipe Festina, en possession de produits dopants, et ses aveux, sont suivis de ceux de la direction de l'équipe et de l'éviction des coureurs participant au Tour. Les perquisitions et les interpellations de coureurs du Tour par la police suscitent une protestation des coureurs, qui se plaignent d'être « traités comme du bétail ». Ils ne reprennent la route qu'après que Jean-Marie Leblanc les en a implorés. L'enquête et les aveux des Festina dévoilent l'« ampleur du dopage » et le passage « d'un dopage artisanal à un dopage industriel ». Ce Tour constitue un tournant dans la perception du dopage par le public et dans l'image du Tour de France, touchée par d'autres affaires de dopage durant les années suivantes.
Lorsque l'enquête de Damien Ressiot sur le dopage de Lance Armstrong à l'EPO paraît dans L'Équipe, en août 2005, Jean-Marie Leblanc ne veut pas en entendre parler, déclarant que ce genre de journalisme et de révélation n'avait rien à faire dans L'Équipe et qu'il trouvait cela insupportable. Cette complaisance envers le coureur texan persiste en 2006. Mais après avoir quitté ses fonctions de directeur du Tour de France, au moment du rapport transmis par l'USADA, Leblanc parlera d'un « usage du dopage évident », tout en soulignant que Lance Armstrong reste « le plus grand champion de sa génération ». En 2013, il écrit que Lance Armstrong « a trompé le Tour de France, le public, les médias, tous ceux qui croyaient en la valeur de ses performances et, pire encore, il a trahi son sport », ajoutant : « la longue escroquerie de Lance Armstrong fait de lui le Bernard Madoff  du sport ».
En 2007, Leblanc cède sa place à la tête du Tour à Christian Prudhomme, avec lequel il forme un binôme depuis 2004,. « Signe des temps », Prudhomme n'est pas un ancien cycliste, et n'est pas non plus issu de la presse écrite, mais de la télévision.
Dans le cadre de ses fonctions, Jean-Marie Leblanc a présidé l'Association internationale des organisateurs de courses cyclistes (AIOCC) à partir de 1989. Victor Cordero, directeur du Tour d'Espagne, a pris sa succession en 2004.

### Engagements dans la vie politique et associative

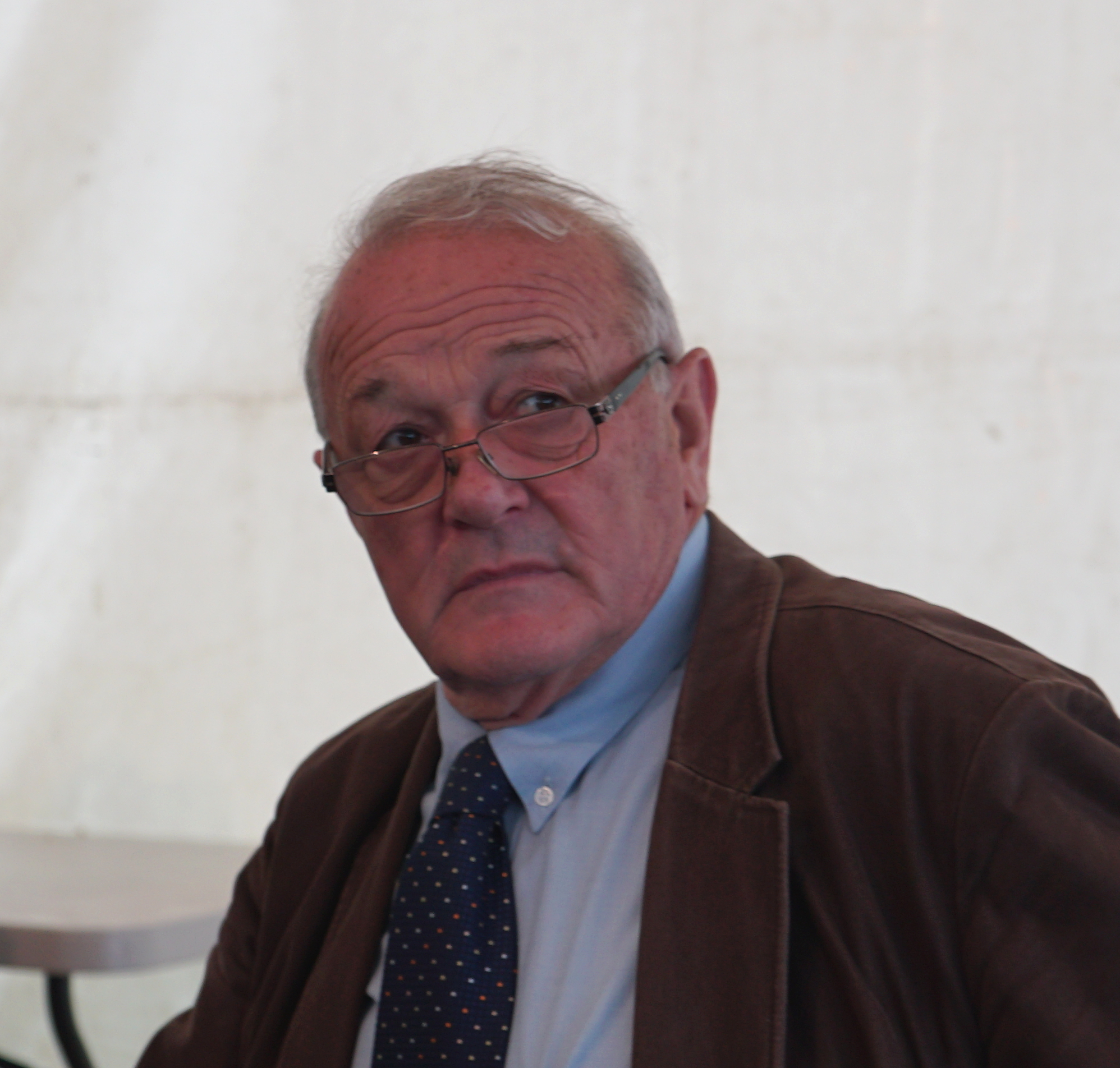
En 2015.

Resté engagé dans le cyclisme, Jean-Marie Leblanc est président de l'Amicale du cyclisme. Il est également parrain du Grand Prix de Denain et de la Boucle de l'Artois. Il participe à la rédaction d'un rapport sur le développement du cyclisme dans le Nord, sur commande du conseil régional du Nord-Pas-de-Calais. « Gaulliste, héritier de la démocratie chrétienne », il est conseiller municipal de Fontaine-au-Bois. En avril 2014, il devient vice-président chargé de la culture et du tourisme de la Communauté de communes du Pays de Mormal.
Jean-Marie Leblanc a succédé à Jacques Duquesne à la présidence des journalistes originaires du Nord-Pas-de-Calais (JNP). Installée à Paris, l'association fête chaque année la Saint-Nicolas à Paris et remet à cette occasion le Trophée Lumière à la personnalité du Nord qui a le mieux mis en valeur sa région lors de l'année passée. Tous les ans au printemps, l'association remet également la Plume d'Or au journaliste auteur du meilleur article régional.
Passionné de musique classique et de jazz, Jean-Marie Leblanc est aussi un clarinettiste amateur, et fait partie de l'harmonie municipale qu'il avait quittée en 1962. Il rêvait de jouer un jour avec orchestre le Concerto pour clarinette de Mozart. Ce rêve s'est réalisé le 27 juin 2008 quand il s'est produit dans cette œuvre majeure à la Salle philharmonique du Conservatoire de Liège (Belgique), avec l'Orchestre philharmonique de Liège (OPL) dirigé par Jean-Pierre Haeck.
En octobre 2007, il publie son autobiographie Le Tour de ma vie dans lequel il déclare : « Voilà qu'après Cavada, Philippe Brunel, pour les colonnes de L'Équipe, me posait la même question : « Non, je ne me suis jamais dopé dans le Tour de France, répondis-je devant son magnétophone. Je peux le jurer sur la tête de mes petits-enfants ». Dommage qu'il ait oublié « dans le Tour de France » en rédigeant son article. »

## Palmarès

### Palmarès amateur
| - 1963 - 3e du Grand Prix des Marbriers - 1964 - Championnat de France universitaire - 2e du Grand Prix des Flandres françaises | - 1966 - 3e du Grand Prix des Flandres françaises - 3e du Grand Prix d'Oradour-sur-Vayres |  |

### Palmarès professionnel
| - 1967 - 2e du Circuit du Port de Dunkerque - 1968 - Grand Prix d'Aix-en-Provence - 1reb étape du Tour du Luxembourg (contre-la-montre par équipes) - 2e de Bordeaux-Saintes - 1969 - Circuit d'Armorique - 10e de Bordeaux-Paris | - 1970 - 2e des Quatre Jours de Dunkerque - 3e du Tour de l'Hérault - 3e du Tour du Nord - 3e du Grand Prix Raf Jonckheere - 1971 - 8eb étape du Tour du Portugal (contre-la-montre) - Circuit du Port de Dunkerque - 7e du Tour de la Nouvelle-France |  |

### Palmarès sur les grands tours

#### Tour de France
2 participations
- 1968 : 58e
- 1970 : 83e

## Décorations
- Chevalier de la Légion d'honneur (décret du 28 mars 1997)[25]